# Flachsrotte

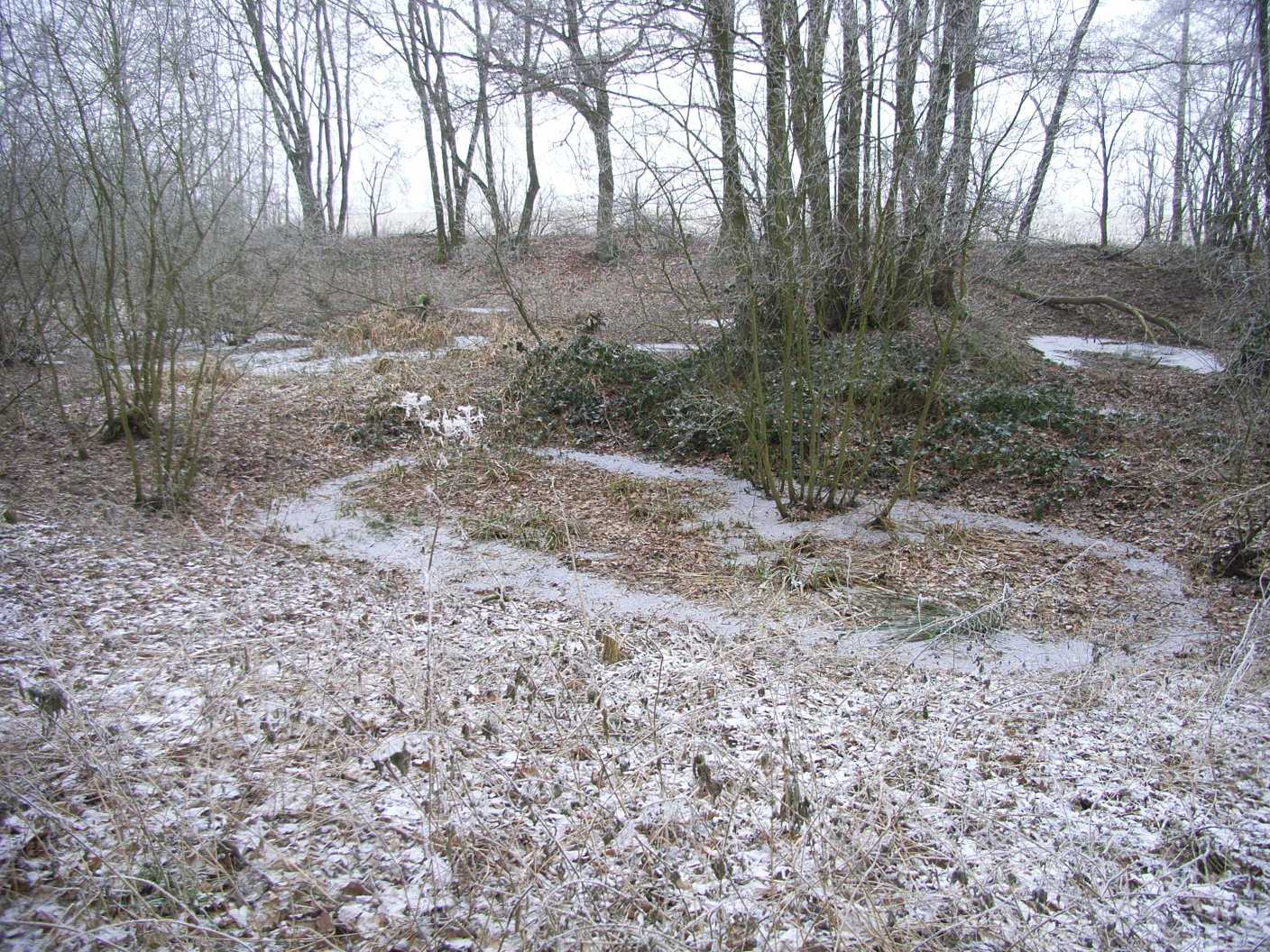
Ehemalige Rottegruben (Kulturdenkmal „Flachsrösten“) im Wahnenbusch in Erkelenz

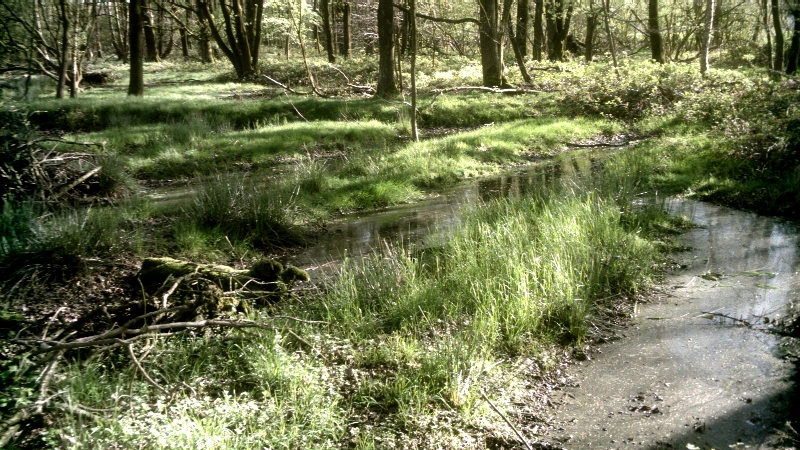
Flachskuhlen in der Bockerter Heide als Teil eines Erlebnispfades, der althergebrachte bäuerliche Produktionsweisen in der Kulturlandschaft vorstellt

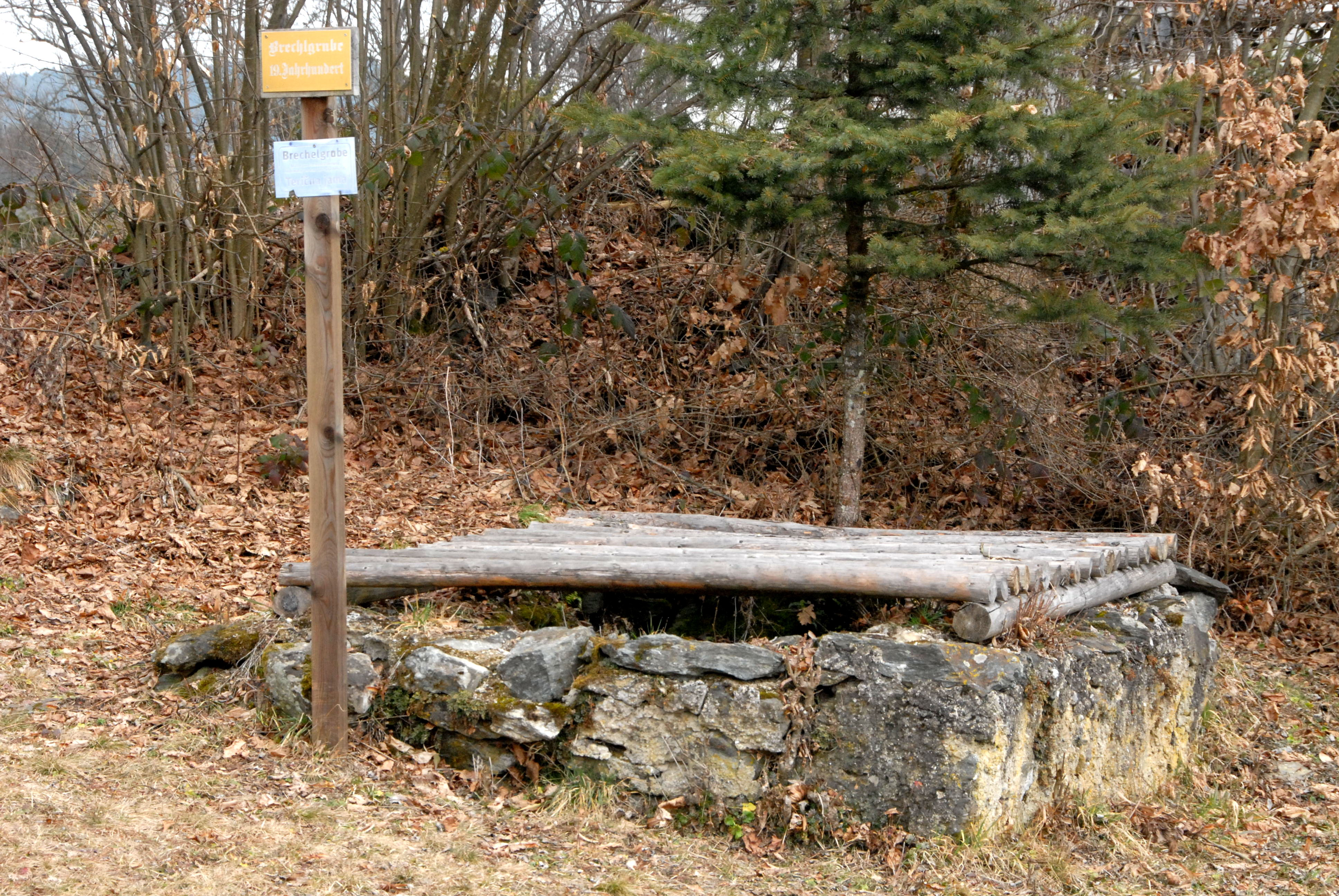
Brechlgrube in St. Nikolai bei Keutschach

Eine Flachsrotte (auch Flachsröste, Flachsröthe oder Rötelteich, in Teilen von Nordrhein-Westfalen und Niedersachsen auch Flachskuhle oder Rottekuhle bzw. Röthekuhle genannt, im bairischen Mundartraum Brechlgrube, im badischen Rätze oder Retze) war eine Anlage zur Gewinnung von Pflanzenfasern aus Flachs (Gemeiner Lein).

## Herstellungsprozess
Geerntete Flachshalme wurden für mehrere Tage bis Wochen in einer mit Wasser gefüllten Grube fermentiert. Dabei „verrotteten“ (als Verb „rösten“, faulen machen, rotten lassen) die Pektine im Pflanzenstängel, die die Fasern mit den festen Holzbestandteilen der Pflanze verbinden. Dadurch wurden die Leitbündel aufgeschlossen, die als spinnbare Fasern zur Flachsgarn- bzw. Leinenherstellung genutzt wurden. Anschließend wurden die Fasern getrocknet, gebrochen und ausgekämmt.
Das Rösten fand in stehenden Gewässern statt, die durch die Abbauprodukte des Fäulnisprozesses nicht als Fischgewässer genutzt werden konnten. Während des Röstens entstand ein starker Gestank, sodass Flachsrotten abseits der Siedlungen angelegt wurden. Flachsrotten wurden jedoch bevorzugt in der Nähe von Gräben und Bächen angelegt, um die Abbauprodukte anschließend einfach in die Gräben abzuleiten und zu entsorgen.